# Непоминающие
Непомина́ющие — движение в Русской православной церкви, оппозиционное заместителю патриаршего местоблюстителя митрополиту Сергию (Страгородскому), оформившееся в 1927 году по причине непринятия компромиссов с советской властью, на которые пошёл митрополит Сергий.
Движение непоминающих в 1920-х — 1930-х годах получило свое начало из-за отказа его представителей исполнять указ митрополита Сергия об обязательном поминовении за богослужением советской власти и самого заместителя местоблюстителя после имени митрополита Петра. Произошло разделение внутри Русской православной церкви, в результате чего появились общины, которые поминали только митрополита Петра. Среди непоминающих выделялись иосифляне, которые были наиболее многочисленным и сплочённым церковным течением среди непоминающих. Наиболее видными представителями иосифлян были: митрополит Иосиф (Петровых), епископ Алексий (Буй), епископ Варлаам (Лазаренко), епископ Варсонофий (Вихвелин), епископ Виктор (Островидов), архиепископ Димитрий (Любимов), епископ Максим (Жижиленко), епископ Нектарий (Трезвинский), епископ Павел (Кратиров), епископ Сергий (Дружинин), епископ Стефан (Бех). Наиболее видные представители движения непоминающих 1920-х — 1930-х годов, не относившиеся к иосифлянам, были — митрополит Кирилл (Смирнов), епископ Арсений (Жадановский), епископ Афанасий (Сахаров), архиепископ Серафим (Самойлович), епископ Серафим (Звездинский), архиепископ Феодор (Поздеевский). Кроме того, в Уфимской епархии и некоторых других местах действовали последователи архиепископа Андрея (Ухтомского), которые не поминали и митрополита Петра.
Когда Патриархом был избран митрополит Алексий (Симанский), часть последователей «непоминающих» (почти все они погибли в 1930-е годы) воссоединилась со священноначалием Русской православной церкви. В основном это были сторонники епископа Афанасия (Сахарова), принявшего Алексия в общение и признавшего его законным патриархом. Другая часть продолжала существовать на катакомбном положении.

## Оценки
Митрополит Ювеналий (Поярков), являвшийся председателем Синодальной комиссии по канонизации святых Русской православной церкви:

Но в своей дисциплинарной практике Православная Церковь иначе, чем к обновленцам, григорьевцам и автокефалистам, относилась к присоединяемым из так называемых «правых» расколов; они принимались по покаянии в сущем сане — в том, какой могли получить в отделении от законного Священноначалия.
В действиях «правых» оппозиционеров, часто называемых «непоминающими», нельзя обнаружить злонамеренных, исключительно личных мотивов. Их действия обусловлены были по-своему понимаемой заботой о благе Церкви. Как хорошо известно, «правые» группировки состояли из тех епископов и их приверженцев среди священнослужителей и мирян, кто, не соглашаясь с церковно-политической линией назначенного митрополитом Петром Заместителя Патриаршего Местоблюстителя митрополита (потом Патриарха) Сергия — прекращал возношение имени Заместителя за богослужением и таким образом порывал каноническое общение с ним. Но порвав с Заместителем Местоблюстителя, они, как и сам митрополит Сергий, главой Церкви признавали митрополита Петра — Местоблюстителя Патриаршего Престола.

С учётом этих соображений и в интересах сближения с Русской православной церковью заграницей была признана возможной канонизация тех жертв репрессий, которые, находясь в отделении от митрополита Сергия, продолжали признавать главой Церкви митрополита Петра и не пытались организовать параллельный церковный центр: митрополит Кирилл (Смирнов) и митрополит Агафангел (Преображенский), архиепископ Серафим (Самойлович), епископ Виктор (Островидов), Дамаскин (Цедрик), Афанасий (Сахаров) и др. При этом никакие прещения, наложенные митрополитом Сергием на отделившихся от него «отщепенцев» (термин митрополита Сергия и Временного Патриаршего Священного синода при нём) формально отменены не были.